# Moby Dick et le Secret de Mu
Pour les articles homonymes, voir Moby Dick (homonymie).
Moby Dick et le Secret de Mu est une série télévisée d'animation franco-luxembourgeoise réalisée par Benoît Petit et diffusée à partir du 16 avril 2005 sur TF1 dans TF! Jeunesse.

## Synopsis
Romy, un garçon intrépide de 12 ans, part à la recherche des 24 tablettes de Mu qui lui dévoileront le secret tant oublié de la cité disparue sous le grand cataclysme. En compagnie de ses amis Zû et Satya, il devra voyager d'un coin à l'autre du globe sous les conseils de Kamal. Cependant il sera poursuivi par le terrible Capitaine Achab et ses deux acolytes, Flask et Stubb sur leur navire, le Péquod... De surcroit, Moby Dick, la baleine blanche, pire cauchemar d'Achab, sera de la partie. Le cétacé prêtera main-forte à nos trois héros dans leur quête du passé, mais cela sera-t-il suffisant face aux nombreuses péripéties que rencontrera Romy ?!

## Distribution
- David Scarpuzza : Romy (voix)
- Delphine Boly : Satya (voix)
- Martin Spinhayer : Achab (voix)
- Peppino Capotondi : Zû (voix)
- Daniel Dury : Flask (voix)
- Jean-Paul Dermont : Stubb (voix)
- Patrick Donnay : Kamal (voix)
- Nathalie Homs : mère de Satya (voix)
- Fabienne Loriaux : mère de Romy (voix)
- Frédéric Meaux : père de Romy (voix)

## Fiche technique
- Titre français : Moby Dick et le Secret de Mu
- Création : Paul Racer (d'après le roman de Herman Melville)
- Réalisation : Benoît Petit
- Scénario : Éric-Paul Marais, Patrick Galliano et Nathalie Laurent
- Direction artistique : Charlotte Ravieri
- Musique : Paul Racer et Matt Son
- Production : Claude Carrère
- Sociétés de production : Carrere Group D.A., Luxanimation, Film Fund Luxembourg (lb) et TF1 Production
- Sociétés de distribution : TF1 (France) et NICK (Allemagne)
- Pays d'origine :  Luxembourg et  France
- Nombre de saisons : 1
- Nombre d'épisodes : 26 épisodes
- Durée : 26 minutes
- Dates de première diffusion : 16 avril 2005 sur TF1 dans TF! Jeunesse

## Épisodes
1. L'Enfant mémoire
2. Le Torii englouti
3. Le Jardin extraordinaire
4. Le Sourire de la pieuvre
5. La Porte de fumée
6. Les Piliers de la sagesse
7. La Tour des 1000 peurs
8. L'Île des brumes mystérieuses
9. La Fureur de l'iguane
10. Cœur de glace
11. Le Pas résolu de la tortue
12. Médusa
13. La Leçon
14. Rêve de corail
15. L'Esprit du maître
16. Le Maître des vents
17. La Cape d'Ahura
18. Le Temple égyptien
19. Frères ennemis
20. Le Gouffre aux chimères
21. La Prison de nacre
22. Le Serpent à plumes
23. Le Rocher aux illusions
24. La Cité perdue
25. Menaces
26. Le Grand Héritage

## Personnages
- Romy : Un jeune garçon de 12 ans trouvé quand il en avait 6 dans une capsule d'hibernation issue du mystérieux continent de Mu, disparu à la suite d'un cataclysme. Il est l'enfant-mémoire, choisi pour réveiller le Grand Héritage laissé par ses ancêtres. Pour ce faire, il doit retrouver 24 tablettes qui permettront ensemble d'ouvrir une porte vers le continent perdu. Chaque tablette ne peut être récupérée que par lui au cours d'une épreuve initiatique censée le préparer à ses responsabilités futures. En raison du choc de la séparation avec les siens, il a perdu la mémoire, mais il la retrouve peu à peu au cours de la série. Romy ne manque ni de courage, ni de bonne volonté, mais il a parfois tendance à se surestimer, quitte à perdre toute confiance quand il s'est rendu compte du désastre qu'il a failli provoquer.
- Satya : Une jeune fille de l'âge de Romy vivant sur l'île magique où il a été recueilli. Elle l'accompagne dans toutes ses aventures et lui fournit une aide précieuse. Elle a des pouvoirs télépathiques qui lui permettent d'entrer en contact avec des animaux, notamment la baleine Moby Dick, protectrice de l'enfant-mémoire. Il y a bien plus que de l'amitié entre elle et Romy.
- Zû : Un oiseau très excentrique mais très attachant, issu lui aussi du continent de Mû. Grâce à son pouvoir de téléportation, il permet à Romy et Satya de voyager partout dans le monde à la recherche des tablettes.
- Kamal : Le Nahakal (sorcier) de l'île de Satya et Zû. C'est lui qui reconnaît en Romy l'enfant-mémoire et lui confie la première tablette. Il le conseille et le prépare avant chaque mission, notamment en le mettant en contact avec le Nahakal gardien du monde magique où il devra accomplir son destin.
- Moby Dick : Un cachalot blanc qui accompagne et protège Romy et ses amis dans leurs aventures. Ses ancêtres étaient très liés aux habitants du continent de Mu. Il semble que, contrairement à son homologue littéraire, Moby Dick soit une femelle.
- Achab : Le tyrannique capitaine du baleinier le Péquod, qui poursuit inlassablement Moby Dick. Par hasard, il a trouvé la capsule de Romy et, impressionné par sa richesse, il veut retrouver Mu pour voler son secret. Il poursuit donc inlassablement Romy dans ses aventures, tantôt lui compliquant la tâche, tantôt la lui facilitant. Contrairement à son homologue littéraire, Achab n'a pas perdu de jambe et l'on ne comprend pas très bien la haine qu'il voue à Moby Dick. Dans le dernier épisode, il est finalement vaincu par Zû, qui lui balance un vase remplie d'eau qui court-circuite son arme et l'électrocute alors qu'il menaçait Romy, et emprisonné à jamais dans la cité de Mu.
- Flask : Un marin du Péquod. Il est très âgé et se montre souvent amical envers Romy, mais il reste fidèle à Achab jusqu'au dernier épisode, où il se décide enfin à se révolter contre son maître et devient l'ami de Romy et de son groupe.
- Stubb : Un colosse plus bête que réellement méchant mais il reste fidèle à Achab jusqu'au dernier épisode, où avec Flask il se décide enfin à se révolter contre son maître et devient l'ami de Romy et de son groupe..

## Commentaires
- Le dessin animé est très librement inspiré du roman d'Herman Melville et du mythe de Mu.
- Contrairement au livre, le capitaine Achab n'est pas estropié d'une jambe.
- En dehors de Flask et Stubb, tous les autres membres de l'équipage du Pequod présent dans le livre sont absents, on voit cependant deux autres matelots dans le premier épisode mais ils quittent le navire indignés du comportement d'Achab envers Romy.